# Massacre de castell d'Aux

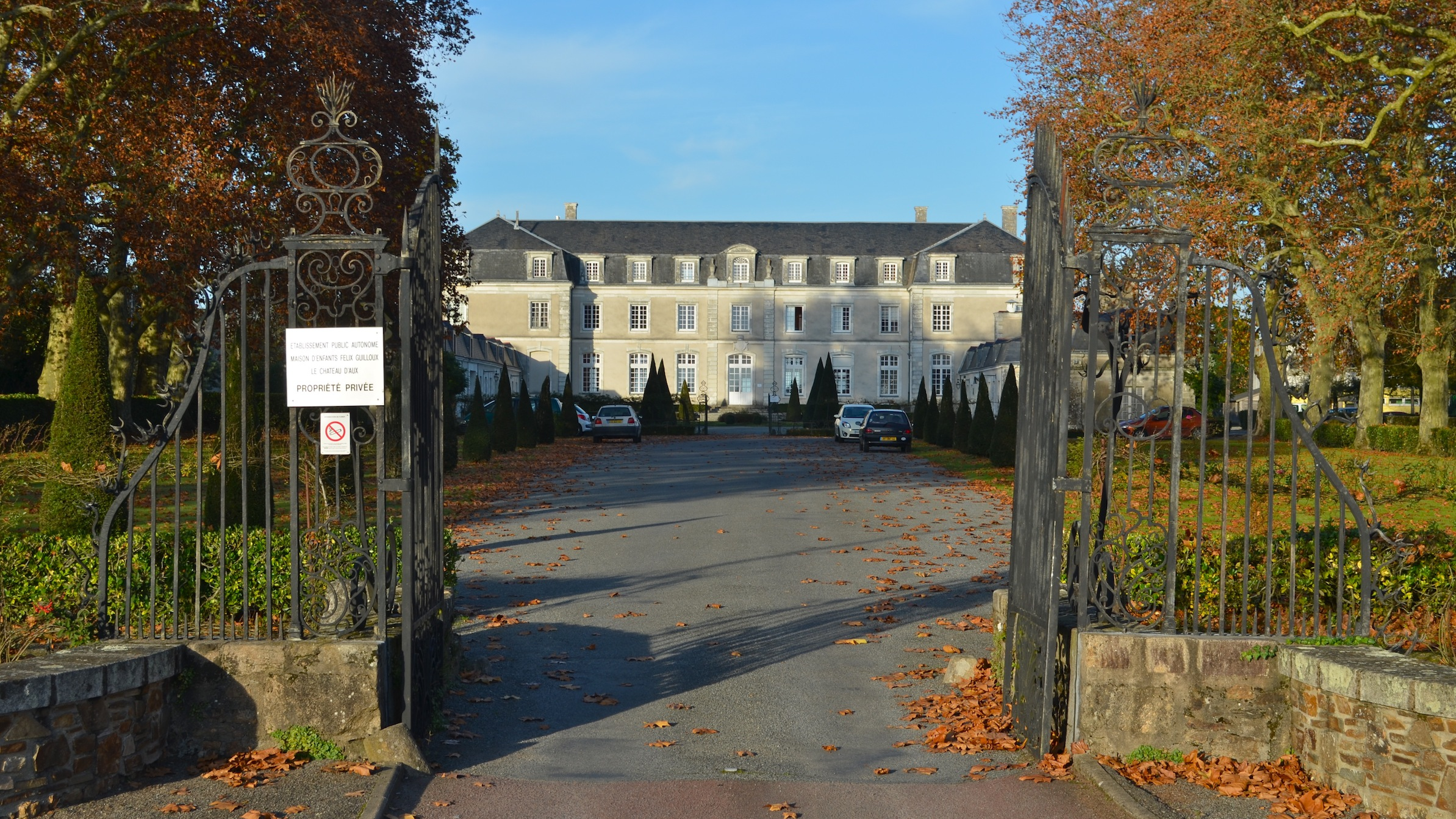
Vista del castell d'Aux

La massacre de Castell d'Aux va tenir lloc el 2 i el 3 d'abril de 1794 durant el Terror i la Guerra de la Vendée. Durant aquests dos dies, 209 habitants de Bouguenais, sospitosos de donar suport a la causa realista, van ser afusellats a la comuna de Saint-Jean-de-Boiseau (avui, a La Montagne) per la guarnició republicana del Château d'Aux un judici sumari davant la comissió Bignon.

## Recerca de veïns de Bouguenais
Situat aleshores a la comuna de Saint-Jean-de-Boiseau, a les portes de Nantes, al departament de Loire-Inférieure, el castell d'Aux és constantment controlat per una guarnició republicana sota les ordres de l'ajudant general Muscar. Dominant les altures, aquest petit pal és cobejat pels insurgents de Vendée perquè protegeix els combois de menjar per a Nantes i assegura la connexió amb la foneria d'Indret. En diverses ocasions, els Paydrets de La Cathelinière, inclosos els insurrectes bouguenais, van intentar apoderar-se d'ella, sense èxit.
El camí que uneix el Château d'Aux amb la foneria d'Indret, però, passa per la comuna de Bouguenais, on la població va participar en la insurrecció de Vendée. En diverses ocasions els destacaments van haver de participar en escaramusses. Així, els darrers dies de març, una tropa de cavalleria republicana va patir un atac en aquesta carretera.
Immediatament, el comandant del destacament, el mariscal Joseph Beilvert, cap de la companyia d'escoltes del Baix-Rin, va decidir prendre represàlies. Originari de Bouaye, va ser destinat a la guarnició del Castell d'Aux, pel seu coneixement del país i el seu afany revolucionari. A mitja nit, va caure a la parròquia de Bouguenais, va sorprendre i va aplegar 210 homes i nens, de 13 a 78 anys, i 22 noies, de 15 a 242 anys.
A les seves memòries, el capità Léopold Hugo, pare de Victor Hugo, aleshores de 20 anys i oficial de la guarnició del castell, deixa un testimoni dels fets:
| «                                          | "Tots els destacaments que anaven del Château d'O a Nantes pel pas que passa per sota de Bouquenay, eren habitualment atacats pels habitants d'aquesta comuna. Havent patit la nostra cavalleria en un d'aquests atacs, l'oficial superior que comandava la columna de la qual formava part es va retirar; però en comptes de tornar al castell, va tornar a Bouquenay de nit, va agafar 270 homes i 22 noies que ens va portar l'endemà. Les estables, els graners i les golfes es van omplir d'aquesta gent desafortunada. Les noies eren col·locades en una capella: tenien entre quinze i vint-i-quatre anys. Tal era encara l'estat d'aquesta terrible guerra en aquella època, que només es va caure en mans de l'enemic per rebre la mort. Muscar, avergonyit d'aquest dolorós trofeu, va demanar instruccions sobre què fer davant les circumstàncies. Se li va dir que mantingués els presoners i que enviarien jutges per examinar la seva conducta. Però, abans de l'arribada d'aquest tribunal, ens van arribar ordres de tirar moltes petites columnes al camp, i em vaig trobar quasi sol al castell, amb un gran nombre de desgraciats que només es van notar per la seva suau resignació. Els vaig parlar del desig que tenia de veure'ls lliures, però pacífics i entregats al conreu de la seva terra. Els vaig descriure tots els mals que la conducta hostil portaria necessàriament als seus cantons, i tots van prometre seguir el meu consell, si tenien la sort d'escapar de la desgràcia que els amenaçava" | » |
| — Joseph Léopold Sigisbert Hugo, Memòries, | |   |

## La comissió Bignon
A l'alba, Beilvert porta els presoners al Château d'Aux. Sense saber què fer-hi, l'ajudant general Muscar va demanar a les autoritats de Nantes instruccions sobre el destí que s'havia de reservar als captius. Els revolucionaris de Nantes van enviar llavors la comissió Bignon al Castell d'Aux.

Els judicis comencen el 2 d'abril, a l'interior del castell, es fan dues sessions el primer dia, una altra segueix l'endemà. Durant la investigació, l'ajuntament de Bouguenais va enviar nou delegats per donar informació sobre els acusats però els membres de la comissió els van prohibir parlar i sis dels nou delegats van ser detinguts i portats a Nantes on van ser tancats a la presó de la Sanitat fins al 8 d'abril, data de la seva alliberació.
| « | "Alguns destacaments van tornar i ens van portar un tribunal especial nomenat a Nantes, per jutjar els nostres presoners. A partir de l'opinió que regnava entre els seus membres, tots esperàvem veure només la pena de mort per a ells. Les meves converses freqüents amb aquests presoners m'havien inspirat un interès per ells que la seva senzillesa i les seves promeses només havien augmentat. Jo vaig gosar, el dia del judici, presentar-me davant el tribunal, no per defensar-los, no m'hauria deixat fer, sinó demanar que en comptes de condemnar-los a mort, fossin enviats a treballar a les mines, de l'interior de França, fins a la pacificació que no es va poder retardar. El tribunal em va escoltar sense interrompre, i el seu president va respondre que res no autoritzava els jutges a prendre aquesta mesura de clemència sobre ells mateixos". | » |

— Joseph Léopold Sigisbert Hugo, Memòries.
Els 210 homes van ser jutjats sumàriament, només un acusat, Jean Loirant, de 13 anys, va ser indultat per la seva joventut, la comissió va declarar tots els altres afectats i convençuts d'haver portat armes contra la república en l'exèrcit rebel. Són condemnats a mort "d'acord amb la llei del 19 de març" amb execució en un termini de vint-i-quatre hores i confiscació dels seus béns per part de la República. El condemnat més jove, Jean Hervot, tenia 15 anys, tres en tenien 17 i set homes d'entre 72 i 78 anys també es trobaven entre les víctimes.

## Les execucions
A mesura que avançaven els judicis, els condemnats eren portats a l'exterior en petits grups i afusellats prop de les fosses excavades prop del castell. A les seves memòries, Hugo afirma que van ser executats 270 presoners; tanmateix, segons les notes de la comissió Bignon, el nombre total de condemnes a mort és de 209: el primer dia van ser executats 152 presoners, 57 més els van seguir l'endemà.
| «                                          | "Vaig veure, doncs, després d'unes quantes preguntes curtes i purament formals, condemnar aquests 270 desafortunats al terrible càstig que esperaven: els van dur a la mort en petits grups; el van rebre amb calma, al costat de les fosses obertes per rebre'ls. He estat molt en guerra, he recorregut vasts camps de batalla, res no m'ha impactat tant com la massacre d'aquestes víctimes de l'opinió i del fanatisme". | » |
| — Joseph Léopold Sigisbert Hugo, Memòries, | |   |

## Absolució de dones
No obstant això, la comissió Bignon va ser convocada de nou a Nantes, per la qual cosa no va tenir temps de jutjar 22 noies joves encara detingudes al castell. Abans de la seva marxa, el president Bignon va demanar a l'ajudant general Muscar que formés una comissió militar per jutjar-les. Aquest últim compleix i nomena el capità Hugo com a president i uns quants oficials com a jutges. Els acusats van ser sotmesos a interrogatori, però al final de les deliberacions, els agents van votar per unanimitat l'absolució i la llibertat. Les noies són alliberades i enviades a casa.
| «                                           | "Aquesta desafortunada gent amb prou feines havia estat condemnada quan el tribunal va rebre l'ordre de tornar a Nantes. El president va demanar a Muscar que jutgés les noies per una comissió militar; i aquest oficial, desitjant salvar-les, em va nomenar, encara que molt jove, per presidir aquest tribunal, segur que no desmentiria els sentiments d'humanitat que ell sabia que tenia. No es va atrevir a influir en el nomenament dels altres membres, però em va demanar que ho fes tot per compadir de les desafortunades dones que tenia el destí a les nostres mans. Un vell segon tinent del 13 de Seine-et-Oise, anomenat Fleury, si el recordo malament, un home fosc i taciturn, que havia d'opinar primer, em temia que la seva veu influís desfavorablement en els altres jutges, i vaig pensar: abans de preguntar-li, que era el meu deure, després que els acusats havien tornat a la capella, representar davant el tribunal que era molt dolorós que els soldats fossin cridats a pronunciar-se sobre el destí de les desgraciades víctimes de la guerra; que ho era encara més quan els judicis havien de recaure sobre noies joves que no podien haver participat en les hostilitats; sobre dones desafortunades que ja vessen llàgrimes de sang com a conseqüència dels terribles fets que acabàvem de presenciar, i que no podien dubtar, ja que tots els focs assassins els havien ressonat. Vaig instar els jutges a pensar amb cura, a no buscar cap model de conducta i a decidir segons el seu cor. Aleshores, aquest vell oficial, a qui tant temia, va dir en veu alta i sense sortir de caràcter: "Em vaig fer soldat per lluitar contra homes, i no per assassinar dones. Voto a favor de l'alliberament de les vint-i-dues acusades i del seu retorn immediat a casa." Aquesta opinió, que m'hauria llançat als braços del valent si m'hagués atrevit a fer-ho, va ser recolzada de seguida per un lloctinent de la legió de Nantes que el seguia, i aviat una feliç unanimitat obrí les portes de la capella a aquests nens tots de genolls; a aquest ramat jove que avui potser encara manté amb els seus terrors i la seva alegria inesperada la nombrosa posteritat que n'ha de sortir. Muscar va venir llavors a agrair al tribunal la seva generosa conducta i a expressar el seu lament que els 270 presoners que acabaven de morir no haguessin estat sotmesos a una condemna tan amable com la nostra. Tanmateix, qui s'ho creuria, homes perjudicats o mal informats han posat sobre aquest valent oficial l'acusació d'haver-se nomenat ell mateix el tribunal al qual Bouquenay deu la seva despoblació." | » |
| — Joseph Léopold Sigisbert Hugo, Memòries., | |   |